# Big Hole
Il Big Hole (in italiano: grande buco, noto anche come Open Mine o Kimberley Mine o Tim Kuilmine) è una miniera a pozzo a cielo aperto situata nei pressi della città di Kimberley, in Sudafrica. Nota per essere il più grande scavo realizzato a mano dall'uomo, fu la prima grande miniera di diamanti della zona, di proprietà della De Beers Consolidated Mines Limited.

## Storia
Le prime scoperte di diamanti in Sudafrica risalgono al 1866, quando Erasmus Jacobs trovò una prima gemma di 21,25 carati. Nel 1871 un secondo ritrovamento di un diamante di ben 83,50 carati presso la collina Colesberg Kopje scatenò una vera e propria corsa ai diamanti che richiamò nella zona migliaia di minatori.
Da allora la collina venne presto deteriorata fino a generare il Big Hole e il vicino insediamento abitativo in origine noto come New Rush, venne rinominato Kimberley in onore del Segretario di Stato per le Colonie Britanniche John Wodehouse conte di Kimberley, dando vita all'attuale omonima città.

## Caratteristiche
Il Big Hole è una delle maggiori miniere a pozzo al mondo, frutto di anni di scavo minerario per conto della nota compagnia De Beers. Il buco misura circa 170.000 m² di ampiezza, ha una profondità di 215 metri, un diametro di circa 240 e un perimetro di 1,6 chilometri; inoltre si stima che fruttò alla De Beers circa 3 tonnellate di diamanti, con l'impiego di circa 50.000 minatori.
Ormai inutilizzata poiché improduttiva, lo scavo della miniera è diventata un'attrazione naturale e al suo interno è confluita dell'acqua che forma un piccolo bacino. Dal suo abbandono, avvenuto sul finire degli anni settanta del Novecento, il Big Hole ha infatti accumulato un bacino di riserva idrica di circa 40 metri di profondità, rendendolo un'attrazione naturalistica. Sono attualmente in corso sforzi per registrare il Big Hole come patrimonio dell'umanità.